# Flames
Flames er en britisk stumfilm fra 1917 af Maurice Elvey.

## Medvirkende
- Margaret Bannerman som Cuckoo.
- Owen Nares som Valentine Creswell.
- Edward O'Neill som Richard Marr.
- Douglas Munro som Dr. Levetier.
- Clifford Cobbe som Julian Addison.